# Колеторто
Колето̀рто (на италиански: Colletorto) е село и община в Централна Италия, провинция Кампобасо, регион Молизе. Разположено е на 515 m надморска височина. Населението на общината е 2063 души (към 2010 г.).